# Rebel Heart Tour
Tournées par Madonna
The MDNA Tour 
 (2012) Madame X Tour 
 (2019 - 2020)
Le Rebel Heart Tour est la dixième tournée mondiale de la chanteuse américaine Madonna, faisant la promotion de son treizième album studio Rebel Heart (2015). Débutée le 9 septembre 2015 à Montréal, Canada, la tournée a visité l'Amérique du Nord, l'Europe, l'Asie et l'Océanie pour un total de 81 dates, avant de se finir le 20 mars 2016, à Sydney, Australie.
Le concert est divisé en quatre tableaux : Joan Of Arc/Samurai, Rockabilly Meets Tokyo, Latin/Gypsy et Crazy Years/Party. Le premier tableau explore en grande partie le thème religieux, où Madonna s'illustre en samurai et en religieuse sexy. Rockabilly Meets Tokyo est un tableau où les modes américaines et japonaises s'entrecroisent sur des musiques dansantes et joyeuses. Latin/Gypsy s'ouvre sur une Madonna habillée en matador puis elle apparaît dans un costume inspiré par Frida Kahlo. Le dernier tableau a pour thème les années 1920, le monde du cabaret, du jazz et de la fête. Le spectacle a reçu majoritairement des critiques très favorables, pour la diversité des titres présent dans la set list, le show en lui-même mais également la légèreté de Madonna, beaucoup plus présente et proche de son public qu'à l'accoutumée.
La tournée génère un bénéfice de 169,8 millions de dollars avec 1 045 479 tickets vendus sur les 82 dates. Madonna devient ainsi l'artiste solo ayant engrangé le plus de recettes sur l'ensemble de ses tournées avec 1,31 milliard de dollars de recettes, se plaçant derrière les Rolling Stones et U2.
Le spectacle fut enregistré lors des deux derniers concerts de la tournée, les 19 et 20 mars 2016 à Sydney. La première diffusion de la captation a lieu le 9 décembre sur le réseau ShowTime.
Madonna annonce le 12 mai 2017 la sortie internationale du film du spectacle pour le 15 septembre 2017 en Dvd, Blu-ray, CD et digital.

## Contexte

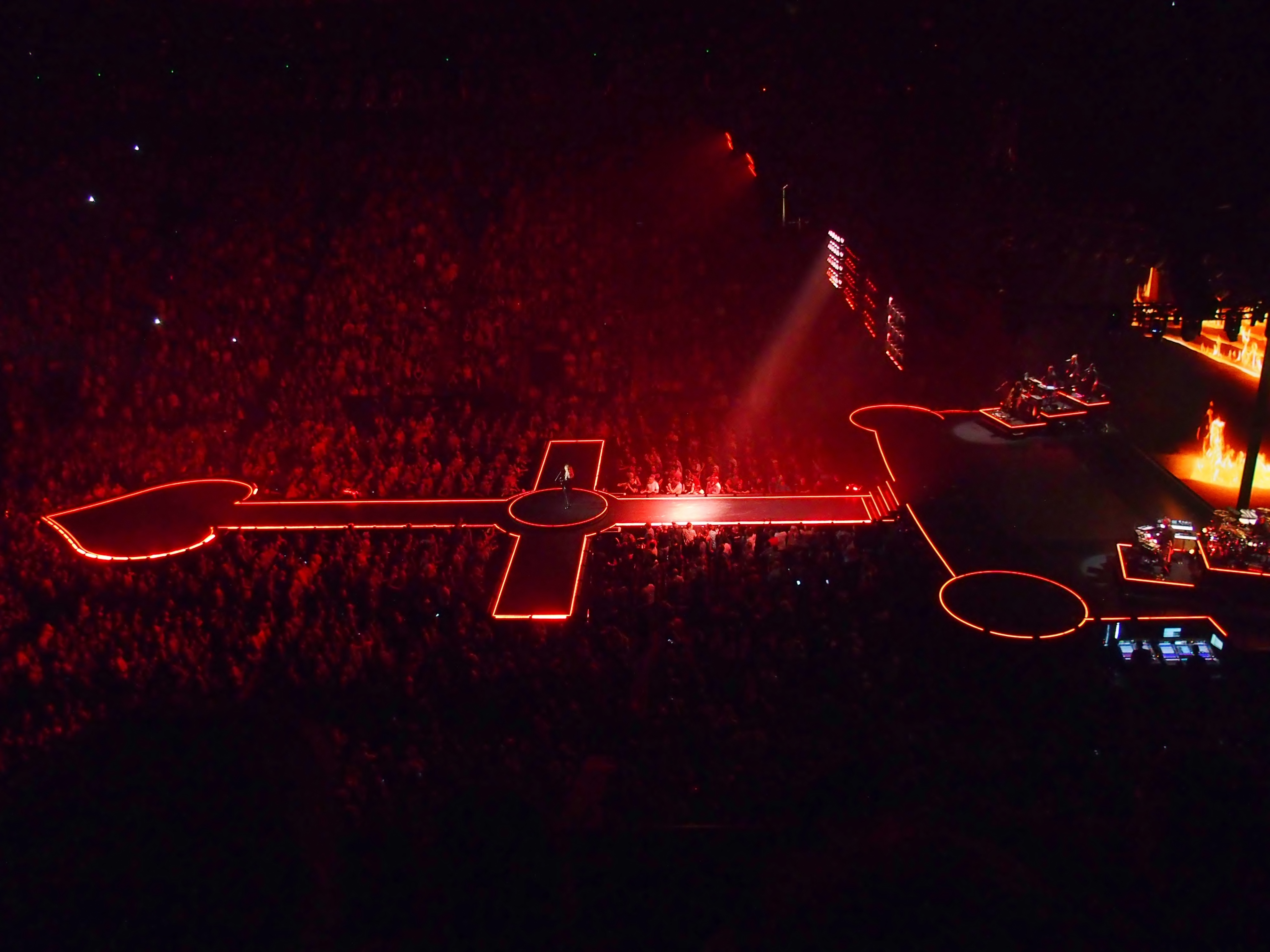
La scène du Rebel Heart Tour.

Pour faire la promotion de son douzième album studio MDNA (2012), Madonna a embarqué pour le MDNA Tour, qui a visité les Amériques, l'Europe et l'Europe de l'Est, mais pas l'Asie ni l'Océanie. La tournée fut un fort succès commercial, devenant la tournée la plus rentable de l'année 2012 et la dixième tournée la plus rentable de tous les temps, ayant généré 305,3 millions de dollars, soit 313,52 millions de dollars en 2015, pour un total de 88 shows sold-out.
Après l'ère MDNA, Madonna a travaillé sur son album Rebel Heart en fin d'année 2013 et durant toute l'année 2014, avec divers producteurs comme Diplo, Avicii ou encore Kanye West. Cependant, en novembre 2014, des démos se retrouvent sur Internet, poussant Madonna à mettre son album en pré-vente sur iTunes et à sortir six chansons se trouvant sur son prochain opus dont Living For Love, premier single, Devil Pray, Ghosttown, sorti comme deuxième single, Unapologetic Bitch, Illuminati et Bitch I'm Madonna, dernier single extrait de l'album. À partir de là, de nombreux journaux partout dans le monde évoquent la venue de Madonna dans diverses villes pour sa prochaine tournée mondiale, comme le journal italien Torino Day annonçant des dates pour le 20 et 21 novembre à Turin ou encore les journaux canadiens La Presse et Le Journal de Montréal rapportant que la chanteuse ferait l'ouverture de la nouvelle salle de concert, le Centre Vidéotron, et que les dates devraient être annoncées prochainement.
La tournée est officiellement annoncée le 1er mars 2015, sous le nom "Rebel Heart Tour", sur le site officiel de Madonna. Elle devait originellement commencer le 29 août 2015 à Miami, en Floride, visiter l'Europe, et s'achever le 20 décembre 2015 à Glasgow, en Écosse. D'après le magazine américain Billboard, cette tournée se produirait dans des salles couvertes (arenas) et passerait par des endroits où Madonna ne s'était encore jamais rendue. Ce programme sera plus tard modifié : la tournée débutera finalement à Montréal le 9 septembre, et se prolongera en début d'année 2016, marquant en particulier le retour de Madonna en Australie depuis le "Girlie Show World Tour" de 1993, ainsi que sa toute première prestation en Nouvelle-Zélande et dans plusieurs pays asiatiques (Chine, Taïwan, Thaïlande, Singapour, Philippines).
Le Rebel Heart Tour est produit par Live Nation Entertainment Global Touring, dirigé par Arthur Fogel. C'est la cinquième collaboration de Madonna avec Live Nation, avec plus de 1 milliard de dollars généré, pour un total de 7,8 millions de tickets vendus pour 289 représentations. Fogel a dit que les fuites de l'album avaient largement contribué à la focalisation du public sur la musique de Madonna et que c'était un scénario positif pour la tournée.

## Développement

### Conception et répétitions

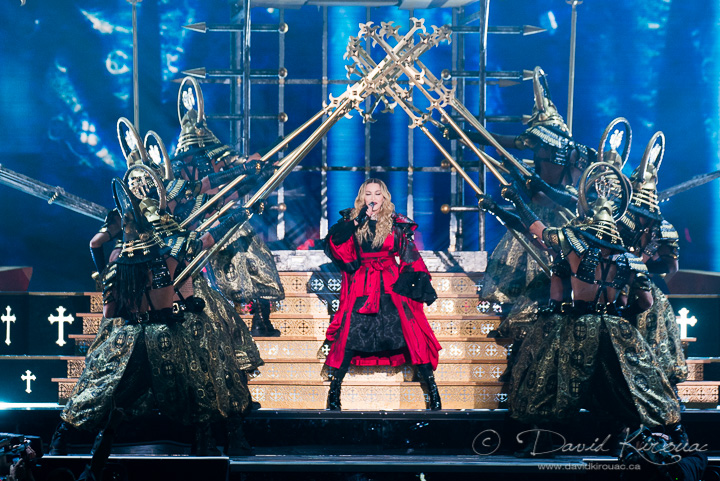
Madonna et ses danseurs au coup d'envoi de la tournée à Montréal sur la chanson "Iconic".

Lors d'un entretien avec le magazine Rolling Stone, Madonna avait dit que lorsqu'elle faisait son album, quelques idées lui étaient venues sur ce qu'elle aimerait jouer en live lors de la tournée. Mais ce n'est qu'après la tournée promotionnelle de l'album qu'elle s'est vraiment penchée sur les thèmes qu'elle aimerait mettre dans le concert. Madonna a expliqué qu'elle "aime créer des personnages et qu'ensuite, ces personnages changent et évoluent dans différentes choses... Je suis au début du processus de création pour ma tournée et d'autres choses". Les répétitions ont alors duré de 10 à 12 h par jour. Son programme vigoureux et exténuant a poussé la chanteuse à engager une assistante pour lui rappeler de manger et de boire régulièrement. Contrairement au MDNA Tour, son fils Rocco ne fera pas partie de la troupe de danseurs mais se trouvera dans les coulisses.
En juillet 2015, Madonna travaillait encore sur la setlist avec les directeurs artistiques, producteurs, concepteurs et chorégraphes. Elle a décrit le concert comme un "spectacle à caractéristique théâtrale", regroupant des chansons de toute sa carrière. Cependant, le choix fut difficile, la chanteuse voulant interpréter les chansons de Rebel Heart et également son vieux répertoire pour satisfaire ses fans. La création de la setlist fut donc extrêmement compliquée pour Madonna, les nouvelles chansons et les anciennes devant coller musicalement ensemble. Le thème romantique de la tournée fut associé avec le nom, Rebel Heart, ou avoir un cœur rebelle, constituant un voyage avec ses opinions personnelles "d'avoir un cœur rebelle, de vivre pour l'amour. Ils sont liés vous voyez - se relever, croire en ses rêves, surmonter le chagrin, des choses comme ça... - Vous savez, les choses simples de la vie". L'amour et le romantisme ont été nommés thèmes centraux du show. Elle a également juxtaposé les idées opposées de la sexualité et de la religion, disant qu'elle "était plongée dans la manière dont ils n'étaient pas fusionnels ensemble. Mais dans mon monde, ils vont ensemble". Pour le Oakland Press, Madonna a expliqué : 
"J'aborde des thèmes très complexes dans mon travail. Il est dans mon ADN de prendre des idées et des conventions et de déjouer les normes, de questionner les choses, de les tourner dans un autre sens et de dire : "Mais que faire si... ?". Ce n'est pas parce que je ne respecte pas les idées et les croyances des autres. Mais les gens ont besoin d'avoir leurs idées et leurs croyances contestées, si seulement 9a les rends plus fort à propos de quoi il croit, pour que les gens se posent des questions : "Pourquoi je fais cela ? Pourquoi cela me définit ?". Je penses qu'il est important que les gens se posent ces questions et les posent à d'autres personnes. Je pense que c'est le but de l'art, et c'est ce à quoi je pense quand je monte mon spectacle"
L'inspiration pour le Rebel Heart Tour est notamment venu des shows tels que le Cirque du Soleil et du Nouvel an Chinois, ou des films comme 300 ou Grease. Jamie King était responsable de la direction artistique du spectacle alors que Megan Lawson et Jason Young de la chorégraphie, avec à leur charge 20 danseurs pour leur apprendre des pas de danse acrobatiques. D'après Madonna, depuis qu'elle a commencé sa carrière de danseuse, elle a essayé de trouver des "danseurs uniques et originaux" et de créer un contenu de danses qui allait inspirer le public. "C'est un grand objectif, mais c'est ce que nous avons besoin - de grands objectifs".
Deux courtes vidéos sur les répétitions de la tournée furent révélées sur le compte Youtube et Instagram de la chanteuse, où on pouvait y entendre les chansons "Devil Pray" et "Iconic" de Rebel Heart. Ces vidéos montraient également du flamenco, des religieuses effectuant du pole dance, et des danseurs portant des croix géantes. La chanteuse a continué à dévoiler des photos et des vidéos relatives à la tournée. Madonna a choisi la comédienne Amy Schumer pour la première partie de ses concerts à New-York, disant qu'elle voulait tester quelque chose de nouveau, elle qui avait l'habitude d'avoir des DJ pour chaque ouverture de concert. C'est Diplo qui est responsable de la première partie pour les concerts de Montréal.

### Mode
C'est en août 2015, pour le magazine Women's Wear Daily que Madonna a révélé le nom des designers pour ces costumes, incluant Jeremy Scott de chez Moschino, Alessandro Michele de chez Gucci, Alexander Wang ainsi que Fausto Puglisi, Prada, Miu Miu, Swarovski et le créateur libanais Nicolas Jebran. Tout cela avec l'aide de sa couturière de longue date Arrianne Philips.

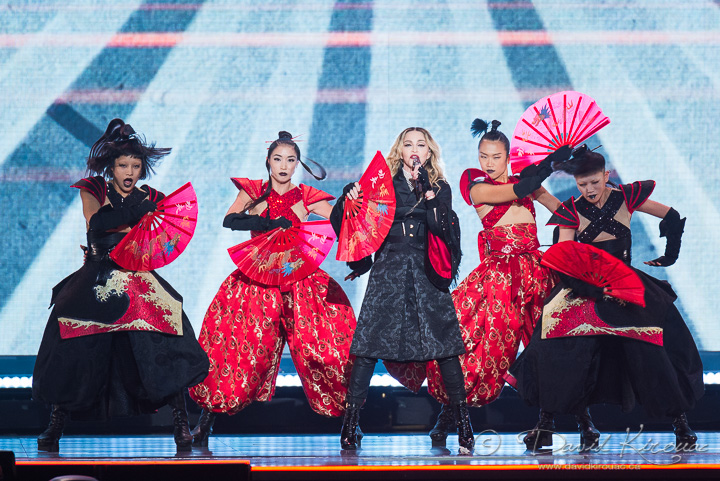
Madonna interprétant "Bitch I'm Madonna".

Au total, Madonna a 8 look différents, tout en étant accompagné de 28 danseurs, avec 10 changements de costume pour 20 danseurs, six pour les choristes et quatre pour les musiciens. Philips a travaillé très dur depuis décembre 2014 sur la conception des costumes. En février 2015, elle entend parler de Alessandro Michele, qui venait de finir deux collections. Michele préparait un cadeau pour Madonna lorsque Philips demanda à Gucci de travailler sur la tournée. Cependant, ce ne fut qu'en avril 2015 que la setlist et la structure du spectacle furent achevés, et par conséquent, la création des costumes a pu commencer. Philips a expliqué que son travail consistait à être un « éditeur pour Madonna » et de comprendre les idées de designs de Michele, dont l'idée était de mixer des jupes de style chinoiseries avec des influences espagnoles et latines, représentant la chanteuse comme « une diva des années 20 ». Autres références incluent, "une exotique dansante Frida Kahlo, des volants, de la couleur et un différent genre d'esthétiques". Philips a approuvé  et une nuit, alors qu'elle répétait à Manhattan, Madonna est venue essayer les costumes proposés, les essayant lors du prototype de la conception du show, dansant et vérifiant si les costumes lui convenaient sur scène, Michele a pris en compte les notes laissés par la chanteuse et a rectifié les costumes ainsi que ceux des danseurs. Deux semaines avant l'opening night, l'équipe de conception a dû déménager à Long Island, emplacement des répétitions. Alexander Wang a dû apporter des modifications de dernières minutes dans les costumes. Une semaine plus tard, Michele finissait les créations de Gucci. Philips a expliqué que jusqu'à ce que les chorégraphies ne soit pas validées a 100 %, Madonna ne confirme aucun costumes.

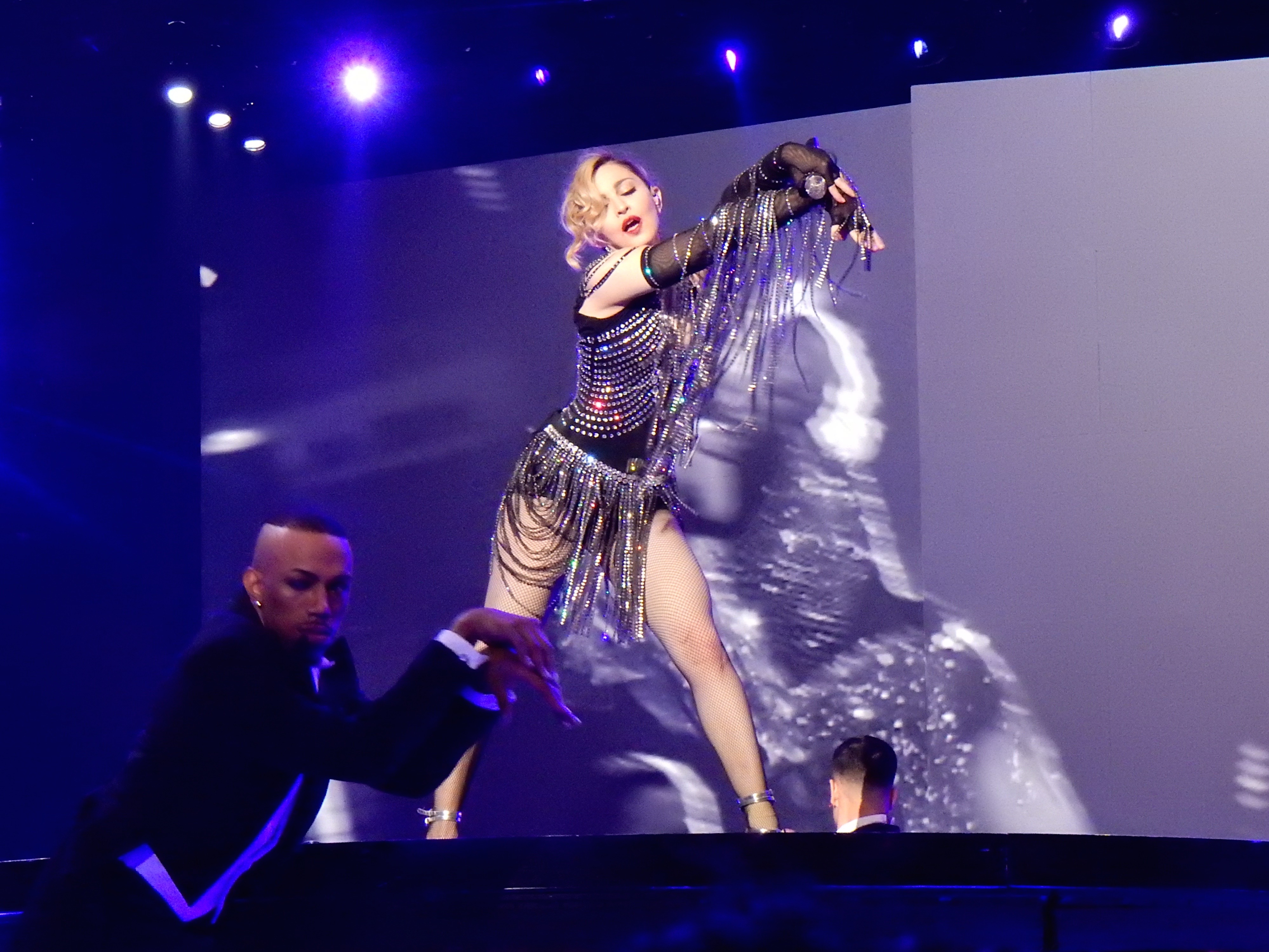
Madonna sur "Unapologetic Bitch" à Cologne.

Pour le premier tableau, inspiré du photoshoot de l'album par Mert & Marcus et de Jeanne d'Arc, Philips a créé une série de costumes faisant référence aux tissus liturgiques et à une exposition contemporaine d'armure de samouraï au Los Angeles County Museum of Art. Les religieuses faisant de la pole-dance apparaissent uniquement dans ce tableau. Miuccia Prada a développé les costumes pour le deuxième tableau, basénfluences de Tokyo. Pour le tableau Latin, ce sont les couturier Fausto Puglisi et Nicolas Jebran qui ont confectionné le costume de matador, directement inspiré du clip "Living For Love" ainsi que les prestations aux Grammy Awards et aux Brit Awards. Ils ont utilisé du tulle noir, avec une veste noire et fuchsia, avec la lettre "M" en cristaux Swarovski. Alessandro Michele s'occupa également des costumes pour ce tableau et réalisa une tenue inspiré par les gypsy et la peintre mexicaine Frida Kahlo, composé d'un châle, d'un chapeau flamenco, de dentelle, d'une jupe noire et un body en jacquard. Pour la dernière partie du show, c'est Jeremy Scott de chez Moschino qui s'occupe des costumes. Elle voulait un costume de style "Années Folles" et Scott crée une robe composé de millions de cristaux Swarovski.

### Multimédia
La société montréalaise de multimédia Moment Factory collabore pour la troisième fois avec la chanteuse, après la mi-temps du Super Bowl XLVI et le MDNA Tour. Le tournage pour les vidéos de la tournée a également eu lieu, dont une avec le boxeur Mike Tyson, qui effectue un featuring sur le titre "Iconic" sur l'album. C'est lors d'une interview qu'il a confirmé qu'il avait fait une vidéo avec la chanteuse et pensait qu'elle allait recevoir une mauvaise accueil de la part du public et de la critique, disant qu'il était nu, enfermé dans une cage, telle une bête sauvage, créant ainsi la controverse. Le boxeur a rajouté que "la vidéo ne semble pas si intense. Mais vous la regarder et alors "Whoa!". On dirait un de ces trucs sortit de National Geographic... Je dois être apprivoisé, mec !". Madonna a par ailleurs dévoilé sur son compte Instagram un court extrait de la vidéo. Cette vidéo fut filmée par le photographe américain Steven Klein, qui a déjà filmé la chanteuse pour des vidéos d'ouverture ou d'interlude, marquant leur cinquième collaboration depuis le Re-Invention Tour en 2004. D'autre part, le site de la chanteuse a lancé un concours, où les fans pouvaient envoyés leur création qui la mettrait en scène. Ces créations seraient alors diffusés comme galerie numérique sur les écrans géants lors du show. Enfin, Madonna fait la part belle aux remixeurs amateurs talentueux, puisqu'elle utilise une version percussive de Like a Virgin conçue par le musicien français Dens54, et disponible sur le web depuis près de 6 ans.

## Synopsis du concert

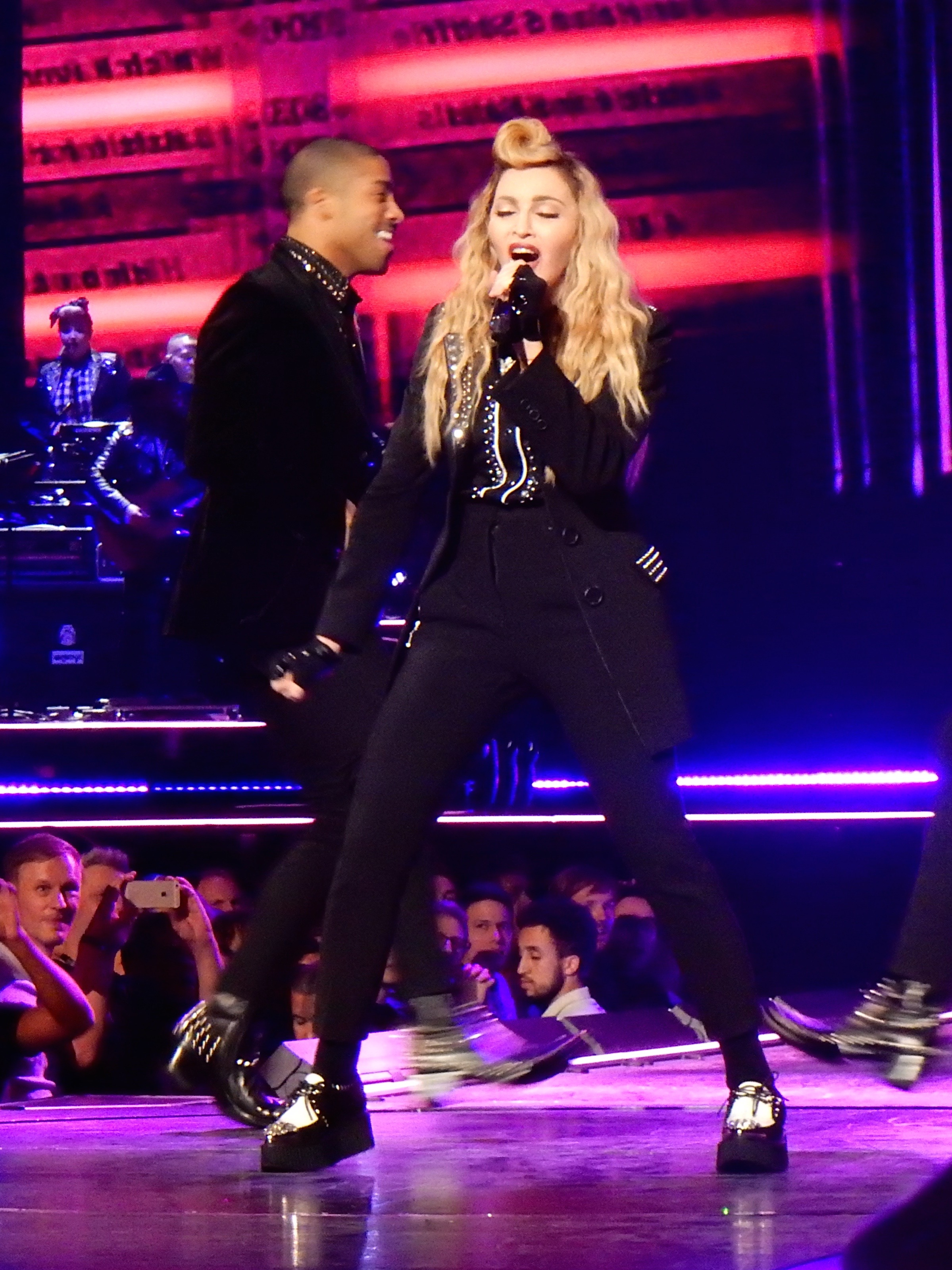
"Deeper And Deeper" fait partie du deuxième tableau du concert.

Le concert est divisé en quatre tableaux : Joan Of Arc / Samurai, Rockabilly Meets Tokyo, Latin / Gypsy et Crazy Years.
Le show débute avec une vidéo de Steven Klein, avec une Madonna glamour et sexy, dans un look similaire à celui des Oscars 1991, et Mike Tyson à l'intérieur d'une cage. Dix danseurs apparaissent sur scène dans des costumes médiévaux noirs et ors, tenant de longs bâtons dorés, alors que Madonna fait sa descente sur scène enfermée dans une cage et chantant « Iconic », ouvrant ainsi le premier tableau à l'inspiration chinoise et religieuse. Le spectacle continue avec « Bitch I'm Madonna », incluant des danseuses habillées en geishas et la pratique d'arts martiaux, alors que Nicki Minaj apparaît sur les écrans. Madonna entame ensuite une version rock de « Burning Up », sur le milieu de la scène. Pendant « Holy Water », des danseuses habillées en religieuses effectuent des numéros de pole dance, avant que Madonna ne chante « Vogue » et de reproduire le Dernier Repas. Une version acoustique de "Devil Pray" vient clore ce premier tableau, alors que des images de baptêmes servent d'arrière plan et que Madonna maîtrise plusieurs hommes, avant de disparaître de la scène.

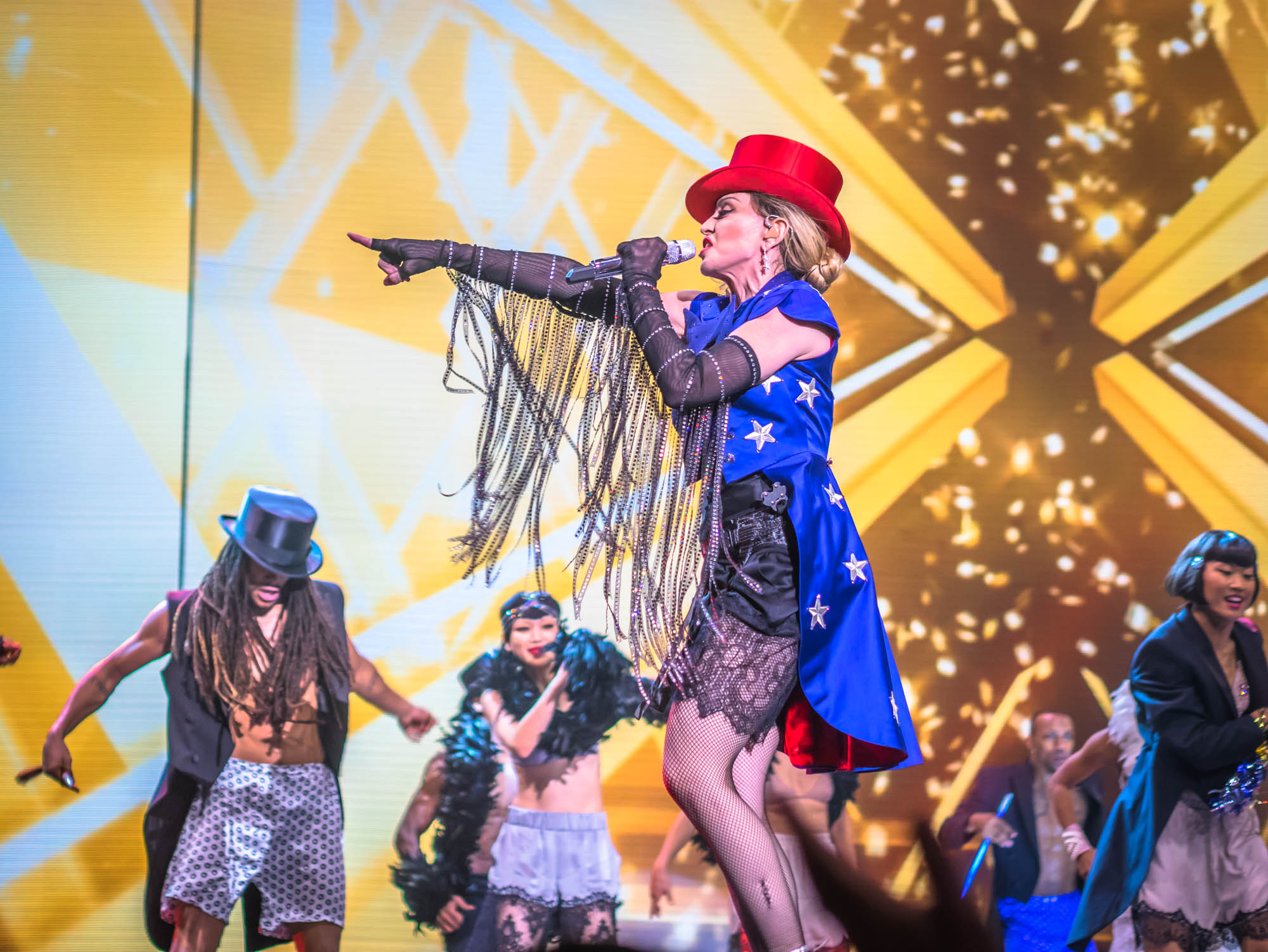
Madonna clouant le spectacle avec "Holiday".

Le deuxième tableau, Rockabilly Meets Tokyo, est introduit par l'interlude de « Messiah ». Madonna apparaît autour de danseurs habillés en mécaniciens et sur une Ford Falcon 1965 alors qu'elle chante « Body Shop ». Elle prend un ukulélé pour chanté une version acoustique de "True Blue" avant d'entamer une version disco de "Deeper and Deeper". Un escalier en spiral apparaît au bout de la plateforme pour que Madonna interprète un mash-up entre « HeartBreakCity » et « Love Don't Live Here Anymore ». Un danseur l'accompagne avant qu'elle ne le pousse pour qu'il tombe dans une trappe. Elle clôt cette section avec une version tribale et énergique de « Like A Virgin », alors que Madonna, déchaînée, est seule au milieu de la scène . La seconde vidéo servant d'interlude fait un mix entre « S.E.X. » et « Justify My Love ».
La troisième section débute avec un remix de « Living for Love », avec Madonna vêtue en matador et d'une longue cape, avant de chanter « La Isla Bonita ». Après un rapide changement de costume, Madonna réapparaît dans une robe gypsy pour un medley latin de quatre de ses tubes : « Dress You Up », « Into The Groove », « Everybody » et « Lucky Star ». Dans la setlist originale, une version acoustique de « Who's That Girl » faisait suite mais Madonna a par la suite décidé d'incorporer d'autres chansons telles que « Ghosttown », « Like A Prayer » ou encore « Secret ». Elle clôt le tableau avec "Rebel Heart" à la guitare, où les œuvres de ses fans servent de backdrop.
Pour l'interlude « Illuminati », les danseurs effectuent des numéros acrobatiques. Madonna apparaît ensuite dans une look années 1920 pour interprété un mash-up de « Music » et « Candy Shop ». C'est « Material Girl » qui fait suite avant qu'elle ne prenne son ukulélé pour faire une cover du titre d'Edith Piaf, « La Vie en Rose » au milieu de la croix de la scène. Lors de « Unapologetic Bitch », Madonna fait monter une personnalité ou un fan sur scène. Le final est assuré par "Holiday" ; Madonna y est vêtue du drapeau du pays dans lequel elle joue et des confettis sont lancés à travers la salle.

## Réception critique

### Amérique du Nord
Pour Jim Farber du Daily News, l'aspect le plus choquant de la tournée n'est pas le manque d'images et de prestations provocantes, mais plutôt le fait que Madonna apparaissant légère et sourie tout au long du spectacle. Même pensées pour Jordan Zivitz du Montréal Gazette, qui observe qu'après la première partie du spectacle, le ton de la tournée devenait beaucoup plus joyeux car Madonna semblait "s'amuser". Elle a de plus salué la prestation de "La Vie en Rose" et a fini sa critique en disant que "le spectacle partageait un sentiment d'assurance et du sens du jeu... une révélation mineur pour une artiste dont la discipline et le perfectionnisme n'avait en rien compromis un amour de l'amusement sérieux". Chris Kelly du Washington Post a assisté au concert du Verizon Center, disant que Madonna est "resté aussi provocante que jamais... Au moment où son concert commence, ces questions et plus - après trois décennies sous les projecteurs, est-ce que Madonna l'a toujours - sont allés se jeter à la fenêtre, une défenestration que seule la Reine de la Pop obsédé par le catholicisme ne serait apprécié".

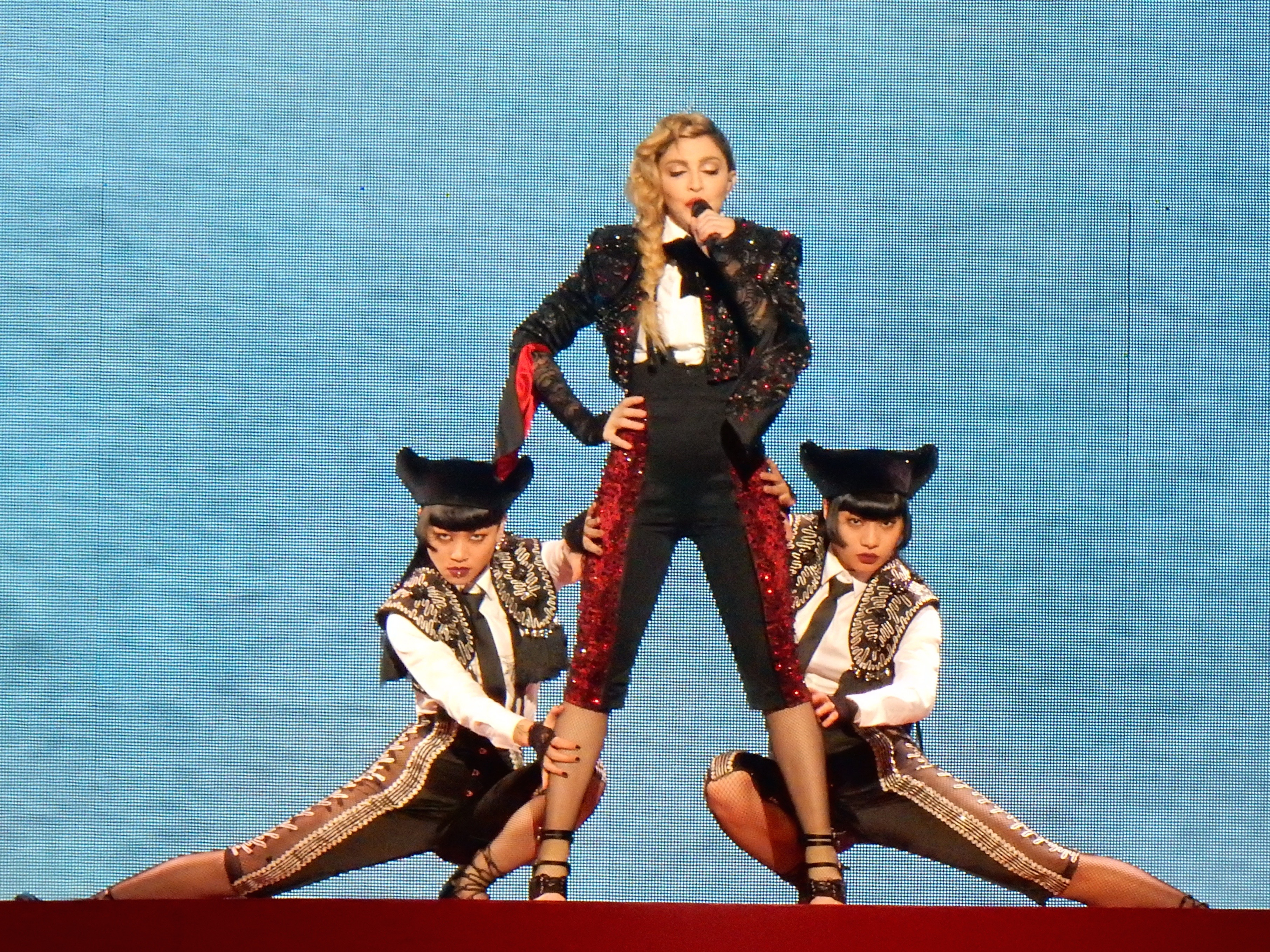
Madonna interprétant "Living for Love".

Alex Neddham du The Guardian donne 5 étoiles pour le concert du Madison Square Garden, complimentant les performances des vieilles chansons et décrivant le concert comme "une affirmation qu'il n'y a tout simplement par une autre interprète comme elle. Ce soir, Madonna a tout tuée". Dans sa critique positive pour The Village Voice, Hillary Hughes a appelé Madonna "la Sainte Patronne de la Pop de la révolution en action". Dans une autre critique positive de Rolling Stone, Rob Sheffield complimente la complicité de Madonna avec ses fans pendant le show, disant "qu'elle n'avait pas atteint une musicale et émotionnelle théâtralité depuis son extravagant Drowned World Tour en 2001". Pour Joe Gottlieb de The Boston Herald, "les visions réfléchies et intelligence de Madonna ne peuvent être réfléchies par ses imitateurs".
Pour Joe Lynch de Billboard, le concert récole 4 étoiles sur 5, observant que "l'esprit créatif agité de la Madone prend toute son ampleur lors du concert". Il a donné un avis favorable à la prestation de Amy Schumer lors de la première partie et des performances de "Music", "Dress You Up" et "Body Shop". John Parelest du New York Times dit dans sa critique que « à travers les décennies, les concerts de Madonna ont délivré des spectacles qui ont poussé abondamment des sujets sensibles ». Mais pour le Rebel Heart Tour, la chanteuse a choisi de partager ses péjoratives, en faisant une parallèles avec des remix de ces vieux hits. Même critique pour Ashley Lee du Hollywood Reporter, qui a dit que la chanteuse "a présenté des années de visions créatives et des expertises théâtrales pour livrer un spectacle d'arène emballé par la variété visuelle, des thématiques théâtrales et une instrumentalisation inventive pour rafraichir ses tout premiers succès". Donnant un B+ au concert, Melissa Maerz de Entertainment Weekly a été surprise par l'humeur "espiègle" de Madonna, puisque le premier tableau rappelait les notes sombres du MDNA Tour. Maerz a ajouté que "Madonna s'était amusé. Et, clairement, l'amusement demande beaucoup de travail". Dans la critique du New York Magazine, Lindsay Zolatz a surtout commenté le show et les danseurs, spécialement sur "Illuminati", mais a en revanche critiqué la présence importante des titres de l'album Rebel Heart dans la set list.

## Set list

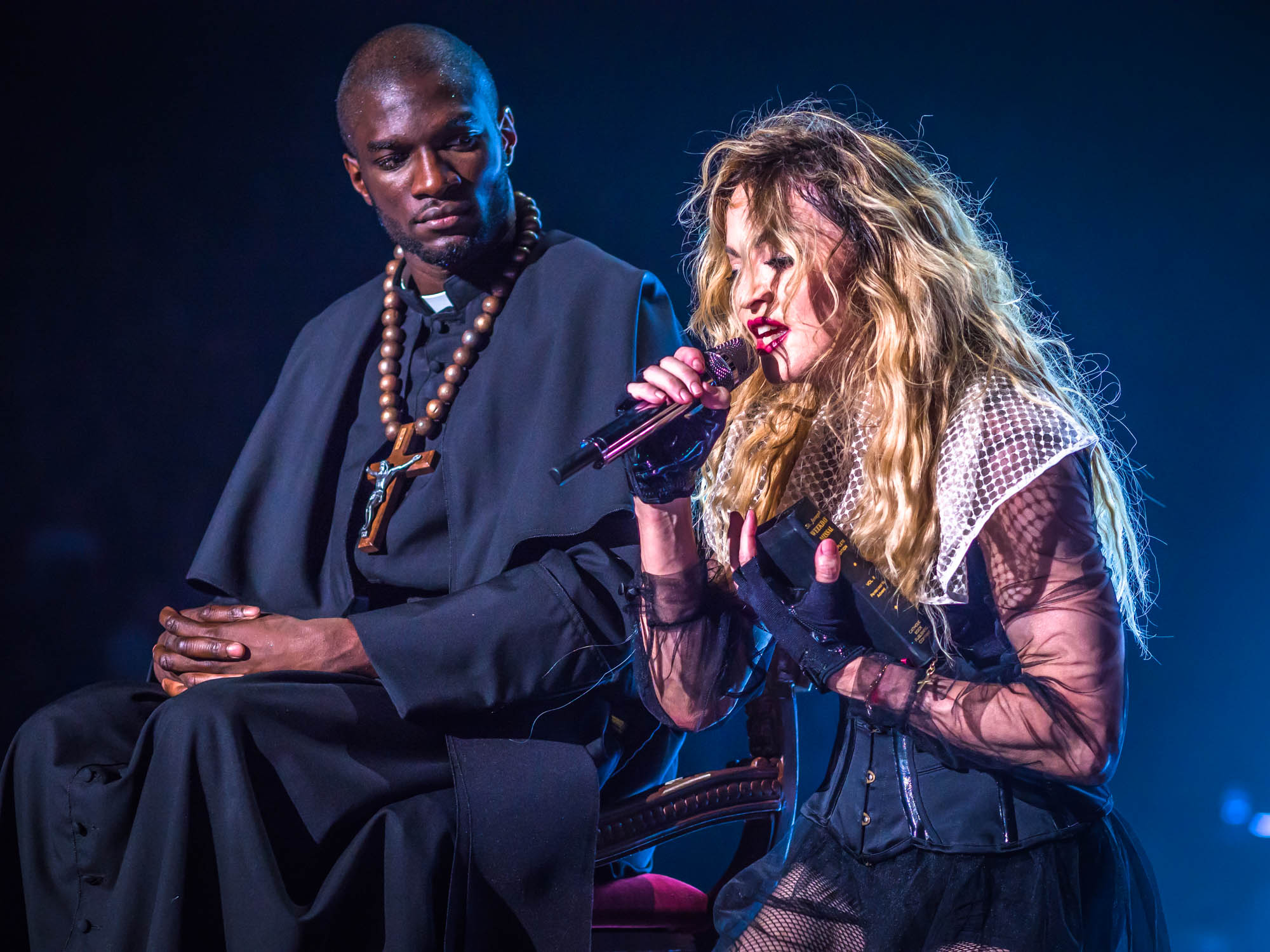
"Devil Pray" vient clore le premier tableau du spectacle.

La set list ci-dessous est la setlist originale du concert. Elle est souvent modifiée en fonction des dates de la tournée.
Act 1 : Joan of Arc / Samurai

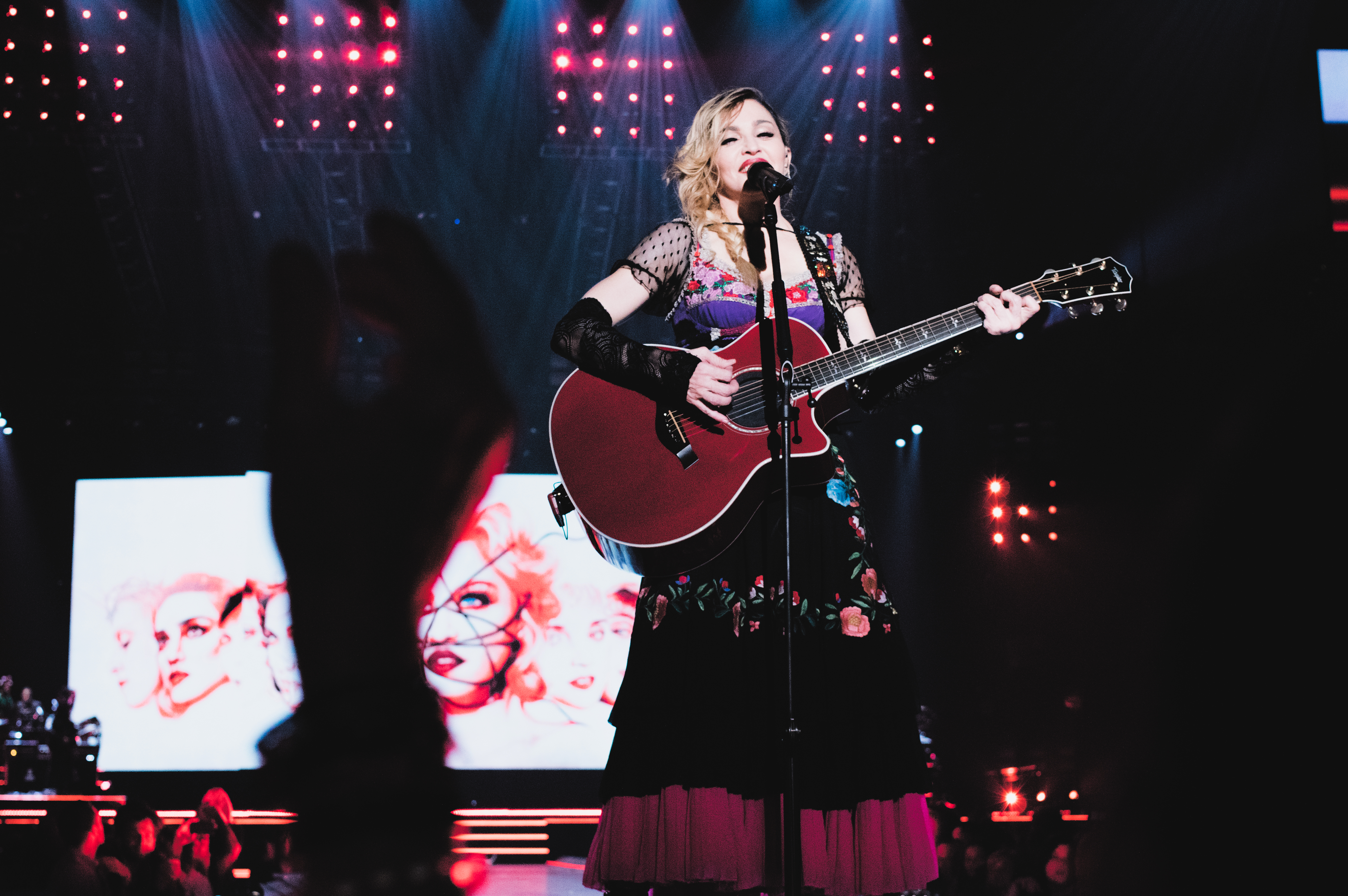
"Rebel Heart" à la guitare, pendant le troisième tableau.

- "Iconic" (avec Mike Tyson et Chance The Rapper sur les écrans)
- "Bitch I'm Madonna" (featuring Nicki Minaj)
- "Burning Up"
- "Holy Water" / "Vogue"
- "Devil Pray"
- "Messiah" (Interlude Video)

Act 2 : Rockabilly Meets Tokyo
- "Body Shop"
- "True Blue" (Acoustic)
- "Deeper And Deeper"
- "HeartBreakCity" / "Love Don't Live Here Anymore" (Mash-up)
- "Like a Virgin" (Dens54 Remix) (contient des éléments de "Heartbeat" et "Justify My Love")
- "S.E.X." / "Justify My Love" (Interlude Video)

Act 3 : Latin / Gypsy
- "Living for Love" (Offer Nissim Living For Drums Remix)
- "La Isla Bonita"
- "Dress You Up" / "Into the Groove" / "Everybody" / "Lucky Star" (Medley)
- "Who's That Girl" (Acoustic)
- "Rebel Heart"
- "Illuminati" (Interlude Video)

Act 4 : Crazy Years
- "Music" (contient des éléments de "Give It 2 Me")
- "Candy Shop"
- "Material Girl"
- "La Vie en rose" (Acoustic)
- "Unapologetic Bitch"

Encore
- "Holiday"

### Autres informations
- Au total, 12 chansons de l'album Rebel Heart sont interprétées, dont les singles « Living For Love » et « Bitch I'm Madonna ». Elle interprète également Ghosttown certains soirs. Les titres « Messiah », « S.E.X. » et « Illuminati » servent d'interludes.

- Un grand nombre de chansons des années 1980 sont interprétées lors de cette tournée, extraits des premiers albums de la chanteuse : 3 titres du premier album Madonna (1984), 4 titres de l'album Like a Virgin (1984), 2 de l'album True Blue (1986) et la chanson "Who's That Girl" issue de la bande originale du même nom (1987). Parmi les titres des années 1990, seul "Vogue" de l'album I'm Breathless (1990) et "Deeper and Deeper" de l'album Erotica (1992) font partie intégrante de la setlist. "Music", extrait de l'album du même nom (2000), et "Candy Shop", de l'album Hard Candy (2008) représentent les années 2000.

- Les albums Like A Prayer (1989), Bedtime Stories (1994), Ray of Light (1998), la bande originale Evita (1996) et Confessions on a Dance Floor (2005) sont représentés lors de certaines dates.
- Les albums American Life (2003), Celebration (2009) et MDNA (2012) ne sont pas représentés sur cette tournée.
- Les chansons "True Blue" et "Who's That Girl" n'avaient pas été interprétées sur scène depuis le Who's That Girl Tour, en 1987.
- "Love Don't Live Here Anymore", qui figure sur Like a Virgin et Something to Remember, n'avait jamais été chantée sur scène, tout comme "Take a Bow", chantée pour la première fois en concert le 4 février à Taipei.
- Lors du concert de Manchester, un lourd problème technique a causé un retard de deux heures de la chanteuse, le spectacle ne débutant que vers 22h30, provoquant la colère de certains fans britanniques, dont les moyens de transports s'arrêtaient vers 1h du matin. Juste avant de chanter "True Blue", Madonna s'est excusé mais n'a pas hésité à insulter certains fans encore mécontents. Le show s'est finalement terminé sur "Material Girl", le problème technique concernant les vidéos des écrans géants n'ayant pas pu être entièrement réparé.

## Hommages
- Le 14 novembre 2015, lors de son spectacle à Stockholm, Madonna fait un discours et chante "Like a Prayer" pour rendre hommage aux victimes des attentats de Paris, survenus le 13 novembre.

- Le 1er décembre 2015, lors du spectacle de Londres, Madonna fait un discours consacré à la lutte contre le SIDA dans le monde, évoquant notamment la mort d'amis qui lui étaient chers, victimes de cette maladie, comme l'artiste Keith Haring.
- Le 9 décembre 2015, alors qu'elle se trouvait à Paris, Madonna se rend Place de la République après son concert pour rendre hommage aux victimes des attentats du 13 novembre. Elle interprète "Imagine" de John Lennon, "Ghosttown" et "Like a Prayer". Le même soir, son fils David était monté sur scène pour chanter une chanson de Bob Marley, "Redemption Song". Le même soir ainsi que le 10 décembre, entre "Music" et "Candy Shop", La Marseillaise a été chantée par le public. Le 10 décembre, David est à nouveau monté sur scène, cette fois pour interpréter avec sa mère "Like a Prayer".
- Le 12 janvier 2016, lors du concert de Houston, Madonna a rendu hommage au chanteur David Bowie, disparu deux jours plus tôt. Elle a expliqué à quel point il avait changé le cours de sa vie, après qu'elle a assisté à l'un des concerts de la tournée Isolar - 1976 Tour, à Detroit, en 1976[2]. Il s'agit du premier concert auquel la chanteuse a assisté. Elle a ensuite interprété la chanson « Rebel Rebel ».

## Controverses

### Une imagerie religieuse interdite à Singapour

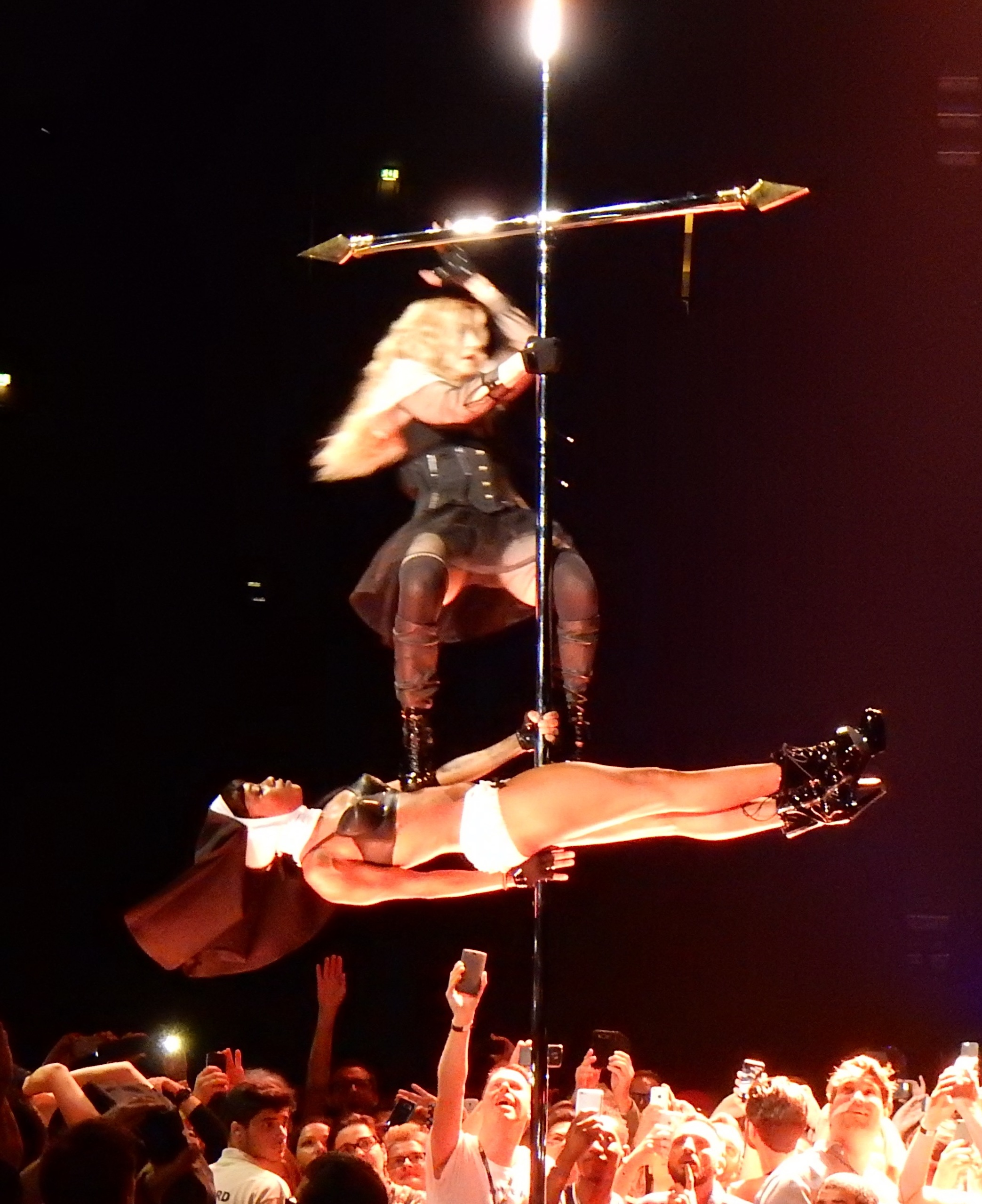
Madonna effectuant un numéro de pole dance sur "Holy Water".

Moins provocant que le MDNA Tour, le Rebel Heart Tour a tout de même créé la polémique, notamment à Singapour. En particulier à cause de la chorégraphie pour la chanson "Holy Water", interprétée pendant le premier tableau : Madonna et ses danseuses, vêtues en religieuses, y effectuent des numéros de pole dance. Le spectacle a été interdit dans le pays aux moins de 18 ans.Certains parlent même de boycotter le concert en raison de l'imagerie religieuse très présente lors du premier tableau du concert, Joan of Arc/Samurai. Finalement, Live Nation met en ligne un communiqué, disant que Madonna n'interprèterait pas "Holy Water". Plus tard, ce sont les performances de "Iconic" et "Devil Pray" qui sont supprimés pour le show. Le jour du concert, Madonna fait sa descente sur scène dans la cage, pendant la video d'introduction pour interpréter directement "Bitch I'm Madonna" et "Burning Up". Le stade, qui pouvait contenir 50 000 personnes, n'en a finalement accueilli que 25 000, sans doute en raison de la pression du gouvernement et de l'Église. Le coût de cette date est d'ailleurs estimé à 14 millions de dollars.

### Polémique en Chine
Après son concert à Taipei, Taïwan, Madonna fut fortement critiquée en Chine. En effet, pour clore le spectacle, Madonna n'a pas hésité à porter le drapeau de Taïwan, ravivant la polémique qui l'oppose à la Chine depuis 1949 concernant l'identité et l'indépendance de ce territoire. Si ce geste fut très apprécié du public et dans le pays, il le fut beaucoup moins en Chine, provocant la colère et l'indignation de plusieurs internautes sur les réseaux sociaux ainsi que du gouvernement. Lors du concert de Hong Kong, Madonna porte le drapeau du pays qui souhaite lui aussi avoir son indépendance face à la Chine, provoquant une nouvelle vague de protestations sur les réseaux sociaux et de la part du gouvernement chinois.

### Conflits aux Philippines
Après ses deux concerts à Manille, Madonna est entrée en conflit avec le gouvernement ainsi que avec l'Archevêque Luis Antonio Tagle. En effet, l'Archevêque n'a pas hésité à qualifier le spectacle de la chanteuse comme une "œuvre du diable" et a appelé à boycotter le concert, mettant "en garde les fidèles de ceux qui dénigrent et insultent la religion". Il a également ajouté que le comportement de la chanteuse sur scène "frôlait l'obscénité". Le gouvernement veut de plus interdire a Madonna de retourner sur l'archipel avec comme prétexte qu'elle "aurait manqué de respect au drapeau du pays", rappelant la performance de "Holiday", où la chanteuse, enveloppée du drapeau du pays l'aurait fait traîner au sol. D'ailleurs le port du drapeau dans ce pays est considéré comme un manque de respect, d'où les protestations du gouvernement.

## Enregistrement
En mars 2016, peu avant la fin de la tournée, Madonna annonce que le concert sera filmé pour le DVD à Sydney, lors des deux dernières dates de la tournée, les 19 et 20 mars 2016. Danny B. Tull et Nathan Rissman, qui ont tous les deux collaboré avec Madonna pour des précédentes tournées, réaliseront le film du concert.
La Première du DVD sera diffusée le 9 décembre sur le réseau américain ShowTime. Plusieurs teasers ont annoncé la venue du DVD, dont trois sur le compte Instagram de la chanteuse et un autre sur le compte Youtube de la chaîne ShowTime. Le site de la chanteuse annonce qu'il sera composé du concert mais aussi de scènes dans les coulisses, comme le laissent présager les différentes bandes annonces.

## Artistes montés sur scène
Lors de la performance du titre "Unapologetic Bitch", lors du dernier tableau, Madonna décide de faire monter un fan sur scène ou bien une personnalité présente dans le public. Ainsi, Madonna a fait monter su scène :
- Diplo, DJ et producteur de son dernier album, à Montréal.
- Amy Schumer, humoriste américaine ayant fait la première partie de son spectacle à New-York.
- Anderson Cooper, journaliste américain, à Brooklyn.
- David Banda Ritchie, fils de Madonna, à Boston.
- Nelly Furtado, chanteuse canadienne, à Toronto.
- Katy Perry à Los Angeles.
- Jessica Chastain, actrice américaine, à Prague.
- Idris Elba, acteur, à Berlin.
- Rita Ora, chanteuse britannique, également à Berlin.
- Fausto Puglisi, créateur italien qui a créé les costumes de matador ainsi que la cape, à Turin.
- Graham Norton, journaliste irlandais, à Londres.
- Stella McCartney, styliste anglaise et grande amie de Madonna, également à Londres.
- Jean-Paul Gaultier lors du premier concert à Paris.
- Christine And The Queens, chanteuse française, la seconde date à Paris.
- Mercy James, fille de Madonna, lors de son anniversaire, pour la première date à Miami.
- Ariana Grande, chanteuse américaine, lors de la deuxième date à Miami.
- Gwendoline Christie, actrice britannique de la série Game of Thrones, lors de la première date de Sydney.

## Tears of a Clown

### Concert gratuit à Melbourne
Le 3 mars 2016, via son site officiel, Madonna annonce un show spécialement réservé à ses fans Australiens afin de les remercier de leur patience face à son retour sur le continent océanique. Le show a lieu le 10 mars 2016, à Melbourne, au Forum Theatre. Les spectateurs sont tirés au sort à la suite d'un concours. Le spectacle est décrit comme un mélange de musique, d'art et de comédie. Le même jour, Madonna publie une courte vidéo sur son compte Instagram, où elle est vêtue d'un costume de clown, rappelant le Pierrot du concert du Girlie Show (1993), dernière tournée de Madonna passée en Australie.
Au début du concert, Madonna précise que le show n'est pas tout à fait au point et que le public assiste à un "work in progress". Madonna porte une seule tenue : un costume de clown en satin, une perruque rose et un maquillage d'inspiration asiatique. Les titres interprétés sont extraits des albums Madonna (1983), Bedtime Stories (1994), Ray of Light (1998), Music (2000), American Life (2003) et Rebel Heart (2015). Parmi les titres interprétés lors du Rebel Heart Tour, on peut compter « Don't Tell Me » et « Take a Bow » chantés lors de certaines dates, ainsi que « Holiday ». Madonna intègre également une chanson de la comédie musicale A Little Night Music, « Send In the Clowns », ainsi que « Between the Bars » d'Elliott Smith, déjà reprise en 2013 à l'occasion d'une projection du film secretprojectrevolution à New York. Les titres extraits de l'album American Life n'avaient jamais été interprétés sur scène.
Des extraits du concert figurent dans les bonus du DVD et du Blu-ray du Rebel Heart Tour.

### Gala de charité à Miami Beach
En octobre 2016, Madonna annonce une seconde date de Tears of a Clown, cette fois-ci en collaboration avec Art Basel, pour un gala de charité se tenant à Miami Beach le 2 décembre de la même année, au bénéfice de l'association Raising Malawi. Lors de ce gala, une partie de la collection d'art de Madonna a été vendue aux enchères, ainsi que des photos inédites de son mariage avec Sean Penn, réalisées par Herb Ritts. La robe à franges portée par la chanteuse lors du Rebel Heart Tour a également été mise en vente, présentée pour l'occasion par Ariana Grande. Le tout a rapporté 7,3 millions de dollars et a été investi dans un projet d'hôpital pédiatrique au Malawi, le Mercy James Pediatric Surgery Hospital, et dans un programme éducatif et artistique pour les enfants de ce pays.
Le concert a été introduit par David Banda, fils adoptif de Madonna. La chanteuse s'est exprimée au sujet de l’élection de Donald Trump à la tête des États-Unis, notamment en présentant des images du nouveau président lors d'une reprise langoureuse de "Toxic", le tube de Britney Spears. Elle a également fait mention du soulèvement des natifs américains, ainsi que du projet de construction du Dakota Access, juste avant de chanter son single "American Life". Les chansons "Like It or Not", "Beautiful Stranger" et "Express Yourself" ont été ajoutées à la liste, en plus de "Send In the Clowns", "I'm So Stupid", "Easy Ride", "Don't Tell Me" et "Holiday", déjà interprétées lors du concert de Melbourne.
Durant "Holiday", un fan a donné 150 000 dollars à l'association afin de pouvoir embrasser Madonna.

### Setlists

#### Melbourne (10 mars 2016)
- Circus Music (Intro)

- "Send In the Clowns"
- "Drowned World/Substitute for Love"
- "X-Static Process"
- "Between the Bars"
- "Nobody's Perfect"
- "Easy Ride"
- "Intervention"
- "I'm So Stupid"
- "Paradise (Not for Me)"
- "Joan of Arc"
- "Don't Tell Me"
- "Mer Girl"
- "Borderline"
- "Take a Bow"

ENCORE
- "Holiday"

#### Miami Beach (2 décembre 2016)
- "Send In the Clowns"
- "Like It or Not"
- "Toxic"
- "I'm So Stupid"
- "Beautiful Stranger"
- "Easy Ride"
- "American Life"
- "Don't Tell Me"
- "Express Yourself"
- "Holiday"

## Dates de la tournée
| Date                       | Ville                      | Pays                       | Lieu                               | Première partie            | Affluence                  | Revenue                    |
| Étape 1 : Amérique du Nord | Étape 1 : Amérique du Nord | Étape 1 : Amérique du Nord | Étape 1 : Amérique du Nord         | Étape 1 : Amérique du Nord | Étape 1 : Amérique du Nord | Étape 1 : Amérique du Nord |
| -------------------------- | -------------------------- | -------------------------- | ---------------------------------- | -------------------------- | -------------------------- | -------------------------- |
| 9 septembre 2015           | Montréal                   | Canada                     | Centre Bell                        | Diplo                      | 26,468 / 26,468            | $3,420,984                 |
| 10 septembre 2015          | Montréal                   | Canada                     | Centre Bell                        | Diplo                      | 26,468 / 26,468            | $3,420,984                 |
| 12 septembre 2015          | Washington, D.C.           | États-Unis                 | Verizon Center                     | Sleepy Tom                 | 13,271 / 13,271            | $2,014,706                 |
| 16 septembre 2015          | New York City              | États-Unis                 | Madison Square Garden              | Amy Schumer                | 28,371 / 28,371            | $5,230,985                 |
| 17 septembre 2015          | New York City              | États-Unis                 | Madison Square Garden              | Amy Schumer                | 28,371 / 28,371            | $5,230,985                 |
| 19 septembre 2015          | New York City              | États-Unis                 | Barclays Center                    | Amy Schumer                | 14,258 / 14,258            | $2,789,910                 |
| 21 septembre 2015          | Québec                     | Canada                     | Centre Vidéotron                   | Sleepy Tom                 | 13,051 / 13,051            | $1,078,608                 |
| 24 septembre 2015          | Philadelphie               | États-Unis                 | Wells Fargo Center                 | Michael Diamond            | 10,544 / 10,544            | $1,434,010                 |
| 26 septembre 2015          | Boston                     | États-Unis                 | TD Garden                          | Michael Diamond            | 12,780 / 12,780            | $1,941,750                 |
| 28 septembre 2015          | Chicago                    | États-Unis                 | United Center                      | Michael Diamond            | 14,026 / 14,026            | $2,522,365                 |
| 1er octobre 2015           | Détroit                    | États-Unis                 | Joe Louis Arena                    | Kaytranada                 | 12,852 / 12,852            | $1,206,431                 |
| 3 octobre 2015             | Atlantic City              | États-Unis                 | Boardwalk Hall                     | Michael Diamond            | 9,498 / 9,498              | $1,522,061                 |
| 5 octobre 2015             | Toronto                    | Canada                     | Centre Air Canada                  | Michael Diamond            | 26,603 / 26,603            | $3,416,646                 |
| 6 octobre 2015             | Toronto                    | Canada                     | Centre Air Canada                  | Michael Diamond            | 26,603 / 26,603            | $3,416,646                 |
| 8 octobre 2015             | Saint Paul                 | États-Unis                 | Xcel Energy Center                 | Michael Diamond            | 11,449 / 11,449            | $1,190,535                 |
| 11 octobre 2015            | Edmonton                   | Canada                     | Rexall Place                       | Lunice                     | 26,093 / 26,093            | $3,310,026                 |
| 12 octobre 2015            | Edmonton                   | Canada                     | Rexall Place                       | Lunice                     | 26,093 / 26,093            | $3,310,026                 |
| 14 octobre 2015            | Vancouver                  | Canada                     | Rogers Arena                       | Kaytranada                 | 12,153 / 12,153            | $1,227,073                 |
| 17 octobre 2015            | Portland                   | États-Unis                 | Moda Center                        | Michael Diamond            | 13,695 / 13,695            | $2,004,420                 |
| 19 octobre 2015            | San José                   | États-Unis                 | SAP Center at San Jose             | Michael Diamond            | 12,862 / 12,862            | $2,298,815                 |
| 22 octobre 2015            | Glendale                   | États-Unis                 | Gila River Arena                   | Michael Diamond            | 10,393 / 10,393            | $1,307,510                 |
| 24 octobre 2015            | Las Vegas                  | États-Unis                 | MGM Grand Garden Arena             | Lunice                     | 12,787 / 12,787            | $3,524,113                 |
| 27 octobre 2015            | Inglewood                  | États-Unis                 | The Forum                          | Michael Diamond            | 13,207 / 13,207            | $2,852,095                 |
| 29 octobre 2015            | San Diego                  | États-Unis                 | Valley View Casino Center          | Michael Diamond            | 10,574 / 10,574            | $1,606,935                 |
| Étape 2 : Europe           |                            |                            |                                    |                            |                            |                            |
| 4 novembre 2015            | Cologne                    | Allemagne                  | Lanxess Arena                      | Mary Mac                   | 25,952 / 25,952            | $2,748,071                 |
| 5 novembre 2015            | Cologne                    | Allemagne                  | Lanxess Arena                      | Mary Mac                   | 25,952 / 25,952            | $2,748,071                 |
| 7 novembre 2015            | Prague                     | République tchèque         | O2 Arena                           | Rejjie Snow                | 33,408 / 33,408            | $3,001,142                 |
| 8 novembre 2015            | Prague                     | République tchèque         | O2 Arena                           | Rejjie Snow                | 33,408 / 33,408            | $3,001,142                 |
| 10 novembre 2015           | Berlin                     | Allemagne                  | Mercedes-Benz Arena                | Idris Elba                 | 23,588 / 23,588            | $2,638,597                 |
| 11 novembre 2015           | Berlin                     | Allemagne                  | Mercedes-Benz Arena                | Mary Mac                   | 23,588 / 23,588            | $2,638,597                 |
| 14 novembre 2015           | Stockholm                  | Suède                      | Tele2 Arena                        | Mary Mac                   | 39,338 / 39,338            | $3,482,634                 |
| 16 novembre 2015           | Herning                    | Danemark                   | Jyske Bank Boxen                   | Mary Mac                   | 12,263 / 12,263            | $1,000,551                 |
| 19 novembre 2015           | Turin                      | Italie                     | Pala Alpitour                      | Mary Mac                   | 34,752 / 34,752            | $3,694,172                 |
| 21 novembre 2015           | Turin                      | Italie                     | Pala Alpitour                      | Mary Mac                   | 34,752 / 34,752            | $3,694,172                 |
| 22 novembre 2015           | Turin                      | Italie                     | Pala Alpitour                      | Mary Mac                   | 34,752 / 34,752            | $3,694,172                 |
| 24 novembre 2015           | Barcelone                  | Espagne                    | Palau Sant Jordi                   | Lunice                     | 28,104 / 28,104            | $2,312,846                 |
| 25 novembre 2015           | Barcelone                  | Espagne                    | Palau Sant Jordi                   | Lunice                     | 28,104 / 28,104            | $2,312,846                 |
| 28 novembre 2015           | Antwerp                    | Belgique                   | Palais des sports d'Anvers         | Lunice                     | 19,315 / 19,315            | $2,135,032                 |
| 29 novembre 2015           | Mannheim                   | Allemagne                  | SAP Arena                          | Lunice                     | 10,883 / 10,883            | $1,213,890                 |
| 1er décembre 2015          | Londres                    | Royaume-Uni                | The O2 Arena                       | Rejjie Snow                | 28,670 / 28,670            | $4,861,403                 |
| 2 décembre 2015            | Londres                    | Royaume-Uni                | The O2 Arena                       | Rejjie Snow                | 28,670 / 28,670            | $4,861,403                 |
| 5 décembre 2015            | Amsterdam                  | Pays-Bas                   | Ziggo Dome                         | Lunice                     | 30,023 / 30,023            | $3,559,122                 |
| 6 décembre 2015            | Amsterdam                  | Pays-Bas                   | Ziggo Dome                         | Lunice                     | 30,023 / 30,023            | $3,559,122                 |
| 9 décembre 2015            | Paris                      | France                     | AccorHotels Arena                  | Lunice                     | 30,817 / 30,817            | $3,868,967                 |
| 10 décembre 2015           | Paris                      | France                     | AccorHotels Arena                  | Lunice                     | 30,817 / 30,817            | $3,868,967                 |
| 12 décembre 2015           | Zürich                     | Suisse                     | Hallenstadion                      | Lunice                     | 11,306 / 11,306            | $1,773,189                 |
| 14 décembre 2015           | Manchester                 | Royaume-Uni                | Manchester Arena                   | Rejjie Snow                | 14,177 / 14,177            | $2,342,186                 |
| 16 décembre 2015           | Birmingham                 | Royaume-Uni                | Barclaycard Arena                  | Rejjie Snow                | 12,119 / 12,119            | $1,863,342                 |
| 20 décembre 2015           | Glasgow                    | Royaume-Uni                | The SSE Hydro                      | Rejjie Snow                | 9,665 / 9,665              | $1,574,416                 |
| Étape 3 : Amérique du Nord |                            |                            |                                    |                            |                            |                            |
| 6 janvier 2016             | Mexico                     | Mexique                    | Palacio de los Deportes            | Lunice                     | 31,696 / 31,696            | $4,537,609                 |
| 7 janvier 2016             | Mexico                     | Mexique                    | Palacio de los Deportes            | Lunice                     | 31,696 / 31,696            | $4,537,609                 |
| 10 janvier 2016            | San Antonio                | États-Unis                 | AT&T Center                        | Mary Mac                   | 14,543 / 14,543            | $1,915,670                 |
| 12 janvier 2016            | Houston                    | États-Unis                 | Toyota Center                      | Mary Mac                   | 11,604 / 11,604            | $1,671,630                 |
| 14 janvier 2016            | Tulsa                      | États-Unis                 | BOK Center                         | Mary Mac                   | 10,891 / 10,891            | $1,559,410                 |
| 16 janvier 2016            | Louisville                 | États-Unis                 | KFC Yum! Center                    | Mary Mac                   | 14,558 / 14,558            | $1,856,200                 |
| 18 janvier 2016            | Nashville                  | États-Unis                 | Bridgestone Arena                  | Mary Mac                   | 11,569 / 11,569            | $1,430,485                 |
| 20 janvier 2016            | Atlanta                    | États-Unis                 | Philips Arena                      | Lunice                     | 10,609 / 10,609            | $1,500,635                 |
| 23 janvier 2016            | Miami                      | États-Unis                 | American Airlines Arena            | Lunice                     | 26,468 / 26,468            | $2,555,425                 |
| 24 janvier 2016            | Miami                      | États-Unis                 | American Airlines Arena            | Lunice                     | 26,468 / 26,468            | $2,555,425                 |
| 27 janvier 2016            | San Juan                   | Porto Rico                 | Coliseo José Miguel Agrelot        | Lunice                     | 18,539 / 18,539            | $2,352,219                 |
| 28 janvier 2016            | San Juan                   | Porto Rico                 | Coliseo José Miguel Agrelot        | Lunice                     | 18,539 / 18,539            | $2,352,219                 |
| Étape 4 : Asie             |                            |                            |                                    |                            |                            |                            |
| 4 février 2016             | Taipei                     | Taïwan                     | Taipei Arena                       | Mary Mac                   | 22,554 / 22,554            | $6,578,042                 |
| 6 février 2016             | Taipei                     | Taïwan                     | Taipei Arena                       | Mary Mac                   | 22,554 / 22,554            | $6,578,042                 |
| 9 février 2016             | Bangkok                    | Thaïlande                  | IMPACT Arena                       | Mary Mac                   | 19,930 / 19,930            | $4,584,740                 |
| 10 février 2016            | Bangkok                    | Thaïlande                  | IMPACT Arena                       | Mary Mac                   | 19,930 / 19,930            | $4,584,740                 |
| 13 février 2016            | Tokyo                      | Japon                      | Saitama Super Arena                | Mary Mac                   | 37,706 / 37,706            | $9,609,418                 |
| 14 février 2016            | Tokyo                      | Japon                      | Saitama Super Arena                | Mary Mac                   | 37,706 / 37,706            | $9,609,418                 |
| 17 février 2016            | Hong Kong                  | Chine                      | AsiaWorld-Arena                    | Mary Mac                   | 21,808 / 21,808            | $4,907,134                 |
| 18 février 2016            | Hong Kong                  | Chine                      | AsiaWorld-Arena                    | Mary Mac                   | 21,808 / 21,808            | $4,907,134                 |
| 20 février 2016            | Macau                      | Chine                      | Studio City Event Center           | Mary Mac                   | 7,446 / 7,446              | $8,265,771                 |
| 21 février 2016            | Macau                      | Chine                      | Studio City Event Center           | Mary Mac                   | 7,446 / 7,446              | $8,265,771                 |
| 24 février 2016            | Manille                    | Philippines                | Mall of Asia Arena                 | Mary Mac                   | 15,710 / 15,710            | $4,956,105                 |
| 25 février 2016            | Manille                    | Philippines                | Mall of Asia Arena                 | Mary Mac                   | 15,710 / 15,710            | $4,956,105                 |
| 28 février 2016            | Singapour                  | Singapour                  | Stade national de Singapour (2014) | N/A                        | 19,123 / 19,123            | $6,093,229                 |
| Étape 5 : Océanie          |                            |                            |                                    |                            |                            |                            |
| 5 mars 2016                | Auckland                   | Nouvelle-Zélande           | Vector Arena                       | Mary Mac                   | 17,386 / 17,386            | $3,593,978                 |
| 6 mars 2016                | Auckland                   | Nouvelle-Zélande           | Vector Arena                       | Mary Mac                   | 17,386 / 17,386            | $3,593,978                 |
| 12 mars 2016               | Melbourne                  | Australie                  | Rod Laver Arena                    | Mary Mac                   | 23,768 / 23,768            | $5,482,518                 |
| 13 mars 2016               | Melbourne                  | Australie                  | Rod Laver Arena                    | Mary Mac                   | 23,768 / 23,768            | $5,482,518                 |
| 16 mars 2016               | Brisbane                   | Australie                  | Brisbane Entertainment Centre      | Mary Mac                   | 13,886 / 13,886            | $2,332,579                 |
| 17 mars 2016               | Brisbane                   | Australie                  | Brisbane Entertainment Centre      | Mary Mac                   | 13,886 / 13,886            | $2,332,579                 |
| 19 mars 2016               | Sydney                     | Australie                  | Allphones Arena                    | Mary Mac                   | 26,370 / 26,370            | $6,052,001                 |
| 20 mars 2016               | Sydney                     | Australie                  | Allphones Arena                    | Mary Mac                   | 26,370 / 26,370            | $6,052,001                 |
| Total                      | Total                      | Total                      | Total                              | Total                      | 1,045,479 / 1,045,479      | $169,804,336               |

## Galerie

### Act 1: Joan of Arc / Samurai
|        |
| Iconic |

|                   |
| Bitch I'm Madonna |

|            |
| Burning Up |

|            |
| Holy Water |

|       |
| Vogue |

|            |
| Devil Pray |

### Act 2: Rockabilly Meets Tokyo
|           |
| Body Shop |

|           |
| True Blue |

|                   |
| Deeper and Deeper |

|                                               |
| HeartBreakCity / Love Don't Live Here Anymore |

|               |
| Like a Virgin |

### Act 3: Latin / Gypsy
|                 |
| Living for Love |

|                |
| La isla bonita |

|                                                                  |
| Dress You Up / Into the Groove / Everybody / Lucky Star (medley) |

|                 |
| Who's That Girl |

|             |
| Rebel Heart |

|                        |
| Illuminati (Interlude) |

### Act 4: Crazy Years
|       |
| Music |

|            |
| Candy Shop |

|               |
| Material Girl |

|                |
| La vie en rose |

|                    |
| Unapologetic Bitch |

### Encore
|         |
| Holiday |